# Agrotis oblimata
Agrotis oblimata là một loài bướm đêm trong họ Noctuidae.